# Mittelneufnach
Mittelneufnach – miejscowość i gmina w Niemczech, w kraju związkowym Bawaria, w rejencji Szwabia, w regionie Augsburg, w powiecie Augsburg, wchodzi w skład wspólnoty administracyjnej Stauden. Leży w Parku Natury Augsburg – Westliche Wälder, około 30 km na południowy zachód od Augsburga, nad rzeką Neufnach, przy linii kolejowej Bad Wörishofen - Augsburg.

## Polityka
Wójtem gminy jest Franz Xaver Meitinger, rada gminy składa się z 12 osób.
|      | CSU/FWV | Razem |
| 2008 | 12      | 12    |
| 2002 | 12      | 12    |